# Luís Carlos Inácio Xavier de Meneses
Pour les articles homonymes, voir Meneses.
Luís Carlos Inácio Xavier de Meneses (Lisbonne, 1689 - Goa, 1742), comte d'Ericeira, est un administrateur colonial portugais, vice-roi de l'Inde portugaise entre 1717 et 1721 puis entre 1740 et 1742.

## Le Combat de Saint-Denis
Le 6 avril 1721 alors que son navire, le Nossa Senhora do Cabo, relâchait sur l'ile Bourbon pour réparation à la suite d'une tempête subie lors du retour au Portugal, celui-ci est attaqué par les pirates John Taylor et la Buse. Le navire pratiquement sans défense à cause des avaries fut détruit et sa cargaison d'or, de tissus et de diamant fut pillée. Les pirates firent remorquer le navire vers le port de Saint-Paul et De Meneses put regagner Lisbonne par un navire français en 1723, non sans avoir payé une rançon de 2 000 piastres, avancée par le gouverneur de Saint-Denis. Tous ces pirates devinrent riches et ces évènements causèrent un grand scandale, aussi beaucoup de pirates profitèrent de l'amnistie proposée par le Louis XV de France et s'installèrent à Bourbon.
Cependant, Taylor impressionné par son courage pendant le combat lui rend son épée, dont la garde est en or, incrustée de diamants. Mais il est très mal accueilli à son retour à Lisbonne et cela malgré la résistance désespérée qu'il a opposée aux pirates, à cause des diamants qui devaient être remis au roi Jean V de Portugal. Ce dernier, furieux de leur perte, sanctionne Ericeira en le bannissant de la cour pendant 10 ans.
Cette histoire est relatée par João Fernandes de Almeida et cet épisode de l'histoire est connu sous le nom de combat de Saint-Denis.